# Women’s Super League 2
Die Women’s Super League 2, kurz WSL2 oder mit der Sponsorenbezeichnung Barclays Women's Super League 2 genannt, bildet die zweithöchste Spielklasse der Frauen im englischen Fußball. Die Liga wurde im Jahr 2014 als „FA Women’s Super League 2“ gegründet. Die Saison 2025/26 ist somit die zwölfte Spielzeit der Liga.

## Geschichte
Im Jahr 2014 wurde die FA Women’s Super League um eine zweite Liga erweitert, in die neun neue Mannschaften aus dem Unterbau aufgenommen wurden und ein Team als sportlicher Absteiger aus der ersten Liga dazukam. Von der Saison 2018/19 bis zur Saison 2020/21 bestand die Women's Championship aus elf Mannschaften, seither nehmen mit Ausnahme der Saison 2024/25 zwölf Teams teil.
Seit der Saison 2018/19 wurde der Name „FA Women’s Championship“ verwendet. Ab der Spielzeit 2022/23 wurde der Zusatz „FA“ weggelassen.
Vor der Saison 2024/25 zog sich der Reading FC aus finanziellen Gründen zurück, so dass die Liga in jener Spielzeit nur mit elf Mannschaften ausgetragen wurde. Nach der Hinserie lag Birmingham City LFC punktgleich vor Bristol City WFC. Der Aufstieg in die FA Women’s Super League gelang aber schließlich den London City Lionesses.
Die Saison 2025/26 beginnt am 6./7. September 2025 und endet am 2./3. Mai 2026. Vor dem Start der Saison wurde die Liga zurückbenannt in den während der ersten Jahren verwendeten Namen „Women's Super League 2“.

## Vereine
Die folgenden Vereine treten in der Saison 2025/26 an.
| Verein                    | Heimstadion                      | Stadionkapazität |
| ------------------------- | -------------------------------- | ---------------- |
| Birmingham City LFC       | Damson Park, Solihull            | 03.050           |
| Bristol City WFC          | Ashton Gate Stadium              | 26.462           |
| Charlton Athletic WFC     | The Valley                       | 27.111           |
| Crystal Palace FC (Women) | Gander Green Lane                | 05.013           |
| Durham WFC                | Maiden Castle                    | 01.800           |
| Ipswich Town FC Women     | Colchester Community Stadium     | 10.105           |
| Newcastle United WFC      | Kingston Park                    | 10.200           |
| Nottingham Forest Women   | City Ground                      | 30.332           |
| FC Portsmouth Women       | Westleigh Park                   | 05.300           |
| Sheffield United W.F.C.   | Bramall Lane                     | 32.609           |
| FC Southampton Women      | St. Mary’s Stadium               | 32.384           |
| AFC Sunderland Women      | Eppleton Colliery Welfare Ground | 02.500           |